# Tecticrater finlayi
Tecticrater finlayi là một loài small limpet, là động vật thân mềm chân bụng sống ở biển trong họ Lepetellidae.